# Raina Hein
Raina Hein (Minnetonka, 18 luglio 1987) è una modella statunitense.
Conosciuta soprattutto per essere arrivata seconda nella quattordicesima stagione di America's Next Top Model.

## Biografia
Cresciuta a Minnetonka, in Minnesota, riceve una borsa di studio per la Concordia University di Saint Paul grazie alla la pallavolo. Raina ha fatto due volte parte della squadra vincente dell'NCAA National Championship. Si laurea nel 2010 specializzandosi in comunicazioni di massa.

## America's Next Top Model
Entrata a far parte delle 13 concorrenti del programma, Raina viene notata per il suo carattere vivace e il look "unico", che viene spesso presentato come un mix tra Denise Richards e Brooke Shields; nelle varie classifiche, arriva penultima una sola volta.
Riesce ad arrivare in finale con la concorrente Krista White a Queenstown (Nuova Zelanda), ma i giudici decidono di far vincere la sua avversaria, rendendola così la seconda classificata del concorso.

## Carriera
Dopo America's Next Top Model Raina sfila per la raccolta Jenny Estate Carle, Boutique Cliche, Twin Cities Statement Magazine, Maggio edizione 2010 di Seventeen Magazine, Harper Bazaar Saudita, Metro Magazine, Grazia Magazine, Negozio NBC, Vanity Abbigliamento, Ribnick pelliccia e pelle, Ellie Lavelle primavera 2011, Macy, Target, Office Max, Mall of America, Jagress, Betsey Johnson, una copertina di Glamour Magazine Couture, è inoltre il volto per la Symphony Retailers in Dubai ed è apparsa in alcuni annunci pubblicitari per Anytime Fitness e Macy.
Nel settembre 2011, Raina ha scritto nel suo blog che ha firmato un contratto con la Major Model Management di Parigi.
Raina è anche apparsa nel video musicale "Calgary" di Bon Iver, ed apparirà nel cortometraggio "Parallels" di Daniel Cummings.
Nel 2013 è inoltre apparsa nel video musicale "Girls" del gruppo The 1975.
Raina ha interpretato il ruolo di Catwoman per "Gotham City Sirens", ed è apparsa nel video-parodia "Bat Romance". Nel video compare anche un'altra concorrente della stessa edizione di America's Next Top Model, Jessica Serfaty, nel ruolo di Poison Ivy.
Nel 2014 ha interpretato una delle spose presenti nel video Sugar dei Maroon 5.

## Vita privata
Raina parla correttamente lo spagnolo, pratica la danza ed ha pratica con le pistole. Afferma che le piacerebbe molto recitare a fianco a Christoph Waltz o Johnny Depp, e mostrare al mondo "quello che ha da offrire".